# Wattenscheid
Wattenscheid ist ein Stadtbezirk der kreisfreien Stadt Bochum und war von 1926 bis 1974 eine kreisfreie Stadt im mittleren Ruhrgebiet. Im Rahmen der Gebietsreform wurde Wattenscheid mit Wirkung vom 1. Januar 1975 mit Bochum zusammengeschlossen. Aktuell (Stand 30. November 2023) hat Wattenscheid als Stadtbezirk 2 Bochum-Wattenscheid 73.688 Einwohner. Schutzpatronin des Stadtbezirks ist die Heilige Gertrud.

## Lage und Gliederung
Wattenscheid liegt im Westen von Bochum, mitten im Ruhrgebiet. Im Westen grenzt Wattenscheid an Gelsenkirchen und Essen, im Norden an Herne. Es zählt zur Hellwegbörde nördlich der Ruhr.
Den Stadtbezirk Wattenscheid bilden die Gemarkungen

Siegel der Stadt Wattenscheid

- Wattenscheid (Mitte) mit Südfeldmark
- Eppendorf
- Günnigfeld mit Südfeldmark
- Munscheid
- Höntrop
- Leithe
- Sevinghausen (mit Stalleicken)
- Westenfeld

## Geschichte

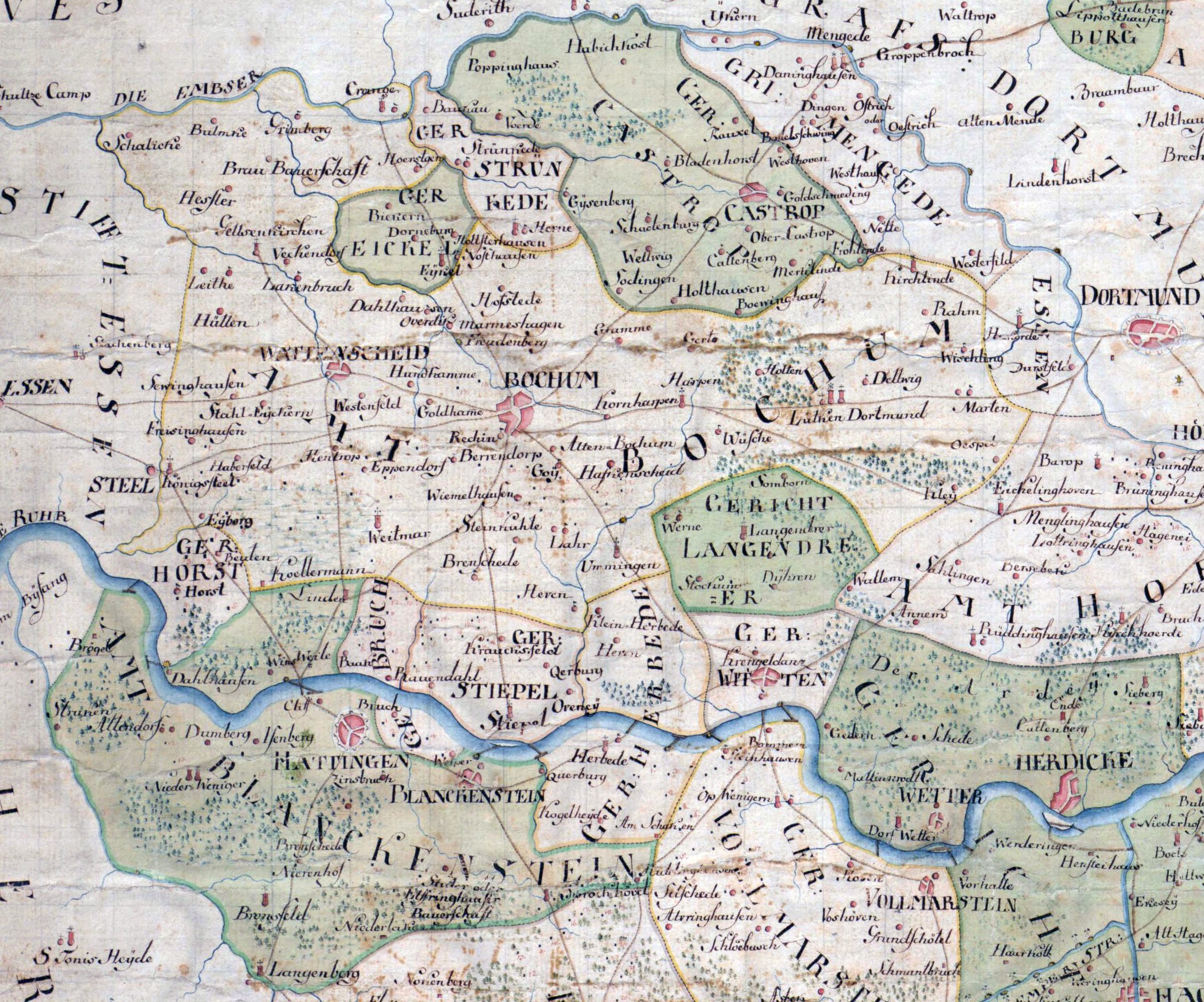
Die Freiheit Wattenscheid auf einer Karte von 1775

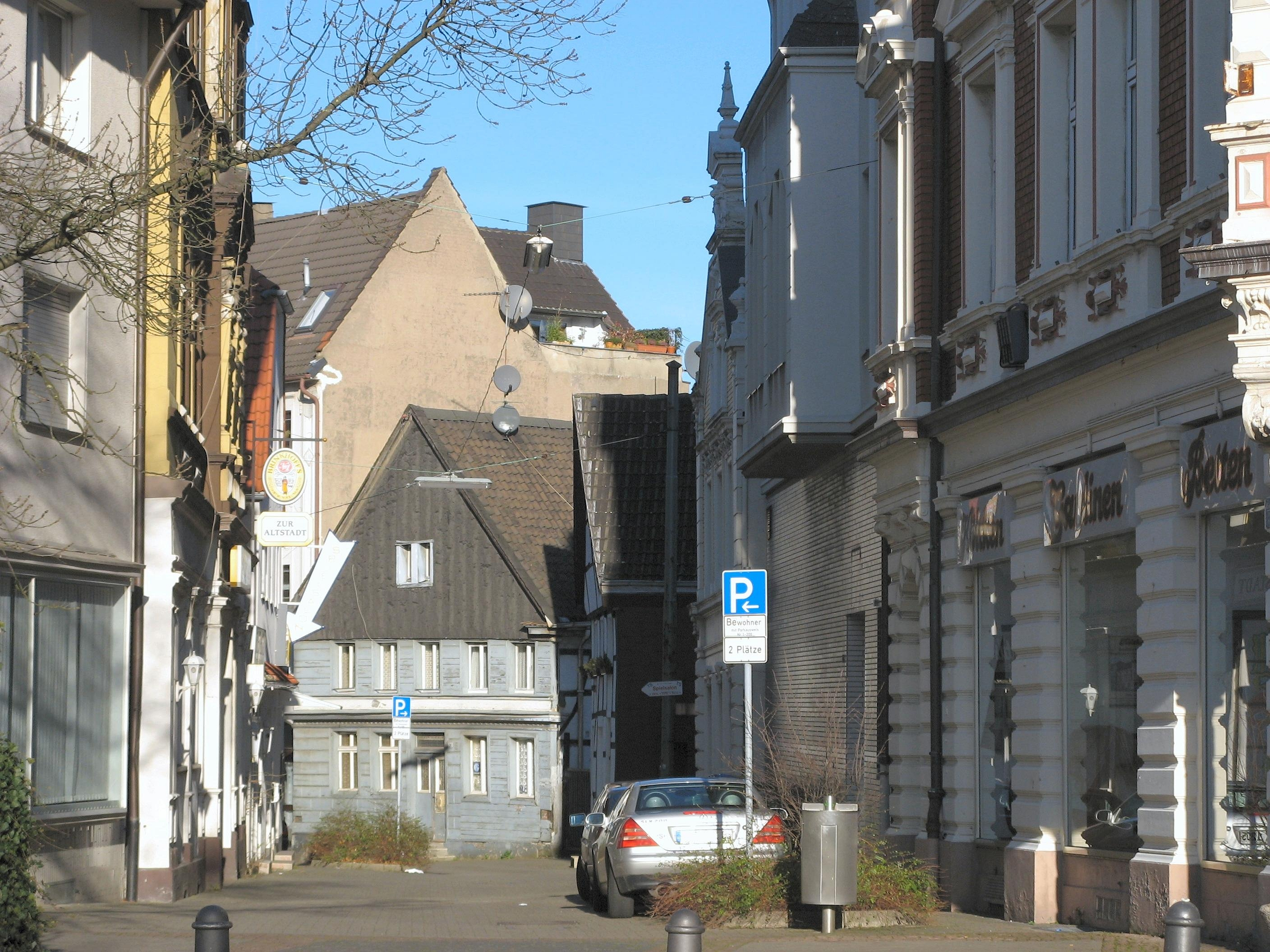
Alter Straßenzug in der Innenstadt, 2008. Das Haus in der linken Mitte ist inzwischen abgebrochen.

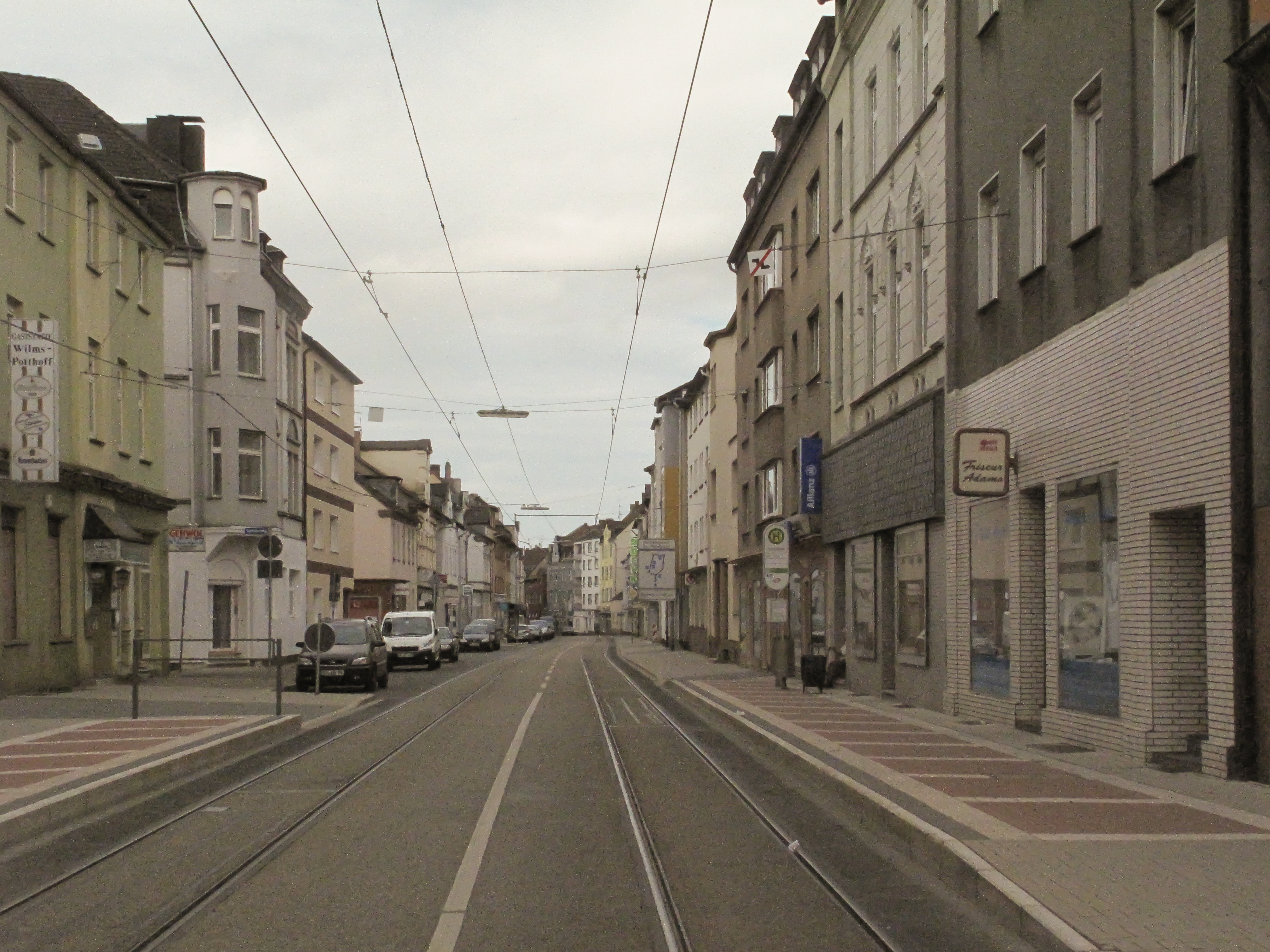
Blick auf die Straße: Hochstraße

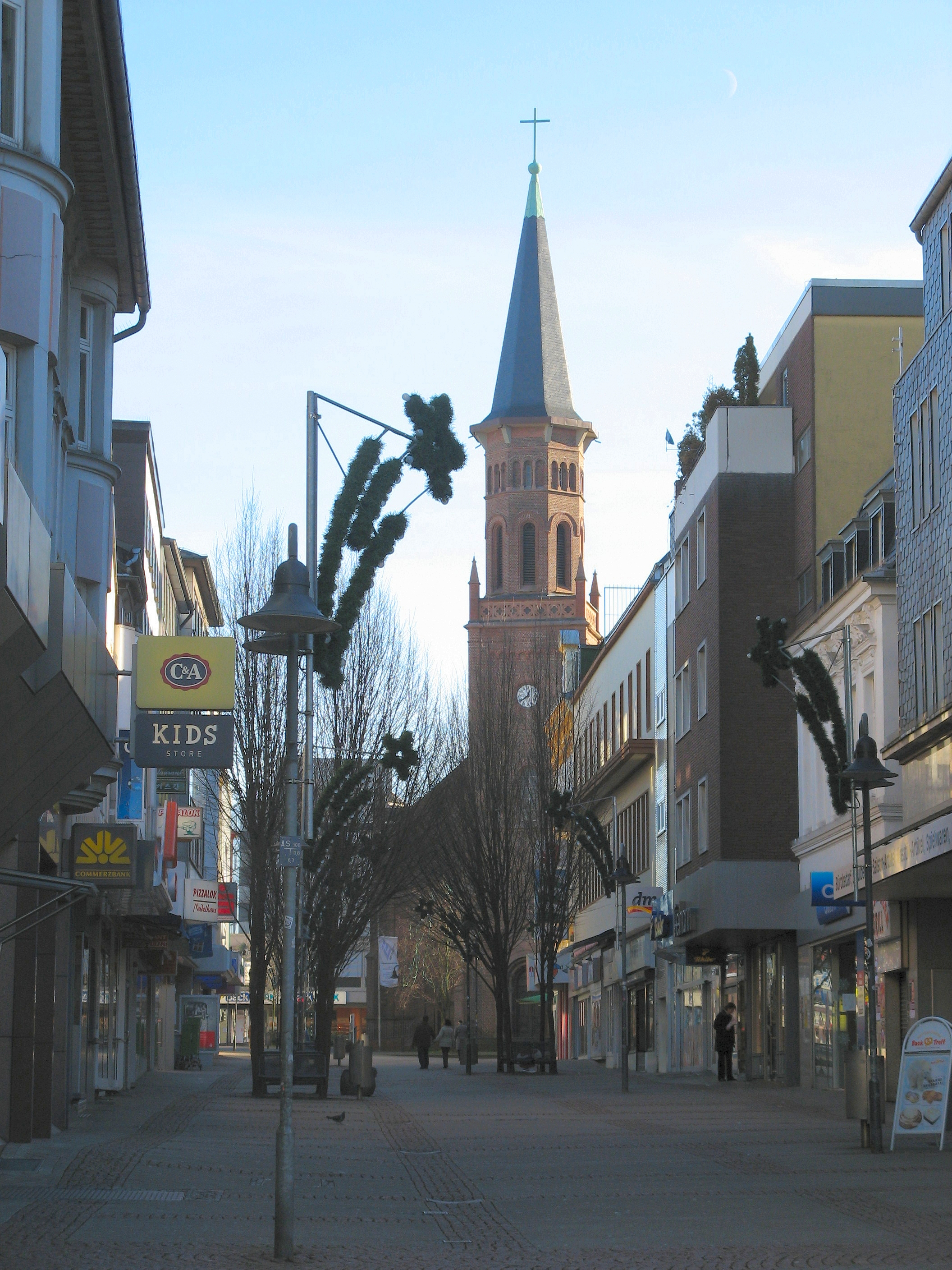
Fußgängerzone mit ev. Friedenskirche

→ Hauptartikel: Geschichte der Stadt Wattenscheid
Die erste urkundliche Erwähnung von Wattenscheid als Wattanscethe findet sich um das Jahr 900 im Heberegister des Klosters Werden (Werdener Urbar A), welches viele Bauerschaften (villae) im Borahtron-Gau auflistete.
Wattenscheid gehörte seit dem Mittelalter zu der Grafschaft Mark und darin zum Amt Bochum. Vor 1417 erhielt Wattenscheid von Graf Adolf IV. von Kleve-Mark die stadtähnlichen Rechte einer Freiheit. Im Jahr 1426 gehörte Wattenscheid als eine von sechs Freiheiten, neben sieben größeren und vier kleineren Städten, zum Märkischen Städtebund. Ab 1554 war Wattenscheid Mitglied der Hanse.
Anfang des 17. Jahrhunderts war Wattenscheid mit ungefähr 700 Einwohnern die bevölkerungsreichste Freiheit der Grafschaft Mark. Spanische Truppen, die im Achtzigjährigen Krieg gegen die Niederlande kämpfen, beziehen mehrfach Winterquartier. Der Winter von 1598/99 wird auch „Spanischer Winter“ genannt. Vermutlich wurde in der Zeit der Brauch des Gänsereitens nach Wattenscheid gebracht. Im Vertrag von Xanten von 1614 fallen das Herzogtum Kleve und die Grafschaft Mark an die Hohenzollern aus Brandenburg. Während des Dreißigjährigen Krieges war Wattenscheid oft von fremden Truppen besetzt. Das größte Unglück, das das alte Wattenscheid traf, war der große Stadtbrand vom 15. September 1635, über den es nur spärliche Quellen gibt. Dabei wurde es nahezu vollständig zerstört.
Der Kohlebergbau begann auf dem Gebiet des Amtes Wattenscheid, wie an vielen Stellen an den Hängen und Siepen der Ruhr, in Munscheid und Eiberg. Urkundliche Erwähnungen lassen sich bis in das Jahr 1735 mit der Zeche Storksbank, dem Vorläufer der Zeche Engelsburg zurückverfolgen.
1763 wurde die erste evangelische Kirche nach fast 90 Jahren Bauzeit eingeweiht. Preußen baute seit der Regierungszeit Friedrichs des Großen seine westlichen Provinzen aus. Dazu gehörte auch die Anlage einer Chaussee von Witten über Bochum nach Steele, die von Bochum an zum großen Teil über den alten Hellweg und durch den südlichen Teil des Niederamtes Wattenscheid führte. Die Verkehrsanbindungen wurden so erheblich verbessert.
Im Jahr 1816 wurde Wattenscheid bei der Entstehung der preußischen Provinz Westfalen Sitz einer Bürgermeisterei (1844 umbenannt in Amt).
Während der Zeit der Industrialisierung beschleunigte der Bergbau auch die Weiterentwicklung der Stadt, unter anderem mit dem Zuzug von Arbeitskräften. Um 1855 waren in sechs Bergwerken rund 1000 Männer beschäftigt, um 1900 waren es in acht Bergwerken schon über 10.000 Bergleute.
Seit dem 1. Januar 1868 war Wattenscheid mit dem Bahnhof Wattenscheid RhE (Bahnhof der Rheinischen Eisenbahn-Gesellschaft) auch an das schnell wachsende Schienennetz angeschlossen. Durch das Bevölkerungswachstum von Wattenscheid im späten 19. Jahrhundert erhielt Wattenscheid am 15. Januar 1876 die Stadtrechte. 1883 entstand ein neues Rathaus, welches als Seitenanbau noch immer existiert. Von 1885 bis 1926 gehörte Wattenscheid als amtsfreie Stadt zum Landkreis Gelsenkirchen.
Der 1909 gegründete Ballspiel-Verein 1909 Wattenscheid ist einer der Vorläufer des heutigen SG Wattenscheid 09. Durch das Inkrafttreten des Gesetzes über die Neuregelung der kommunalen Grenzen im rheinisch-westfälischen Industriebezirke am 1. April 1926 wurde Wattenscheid durch die Eingemeindung von Munscheid und von Teilen der Gemeinden Eppendorf, Günnigfeld, Höntrop, Königssteele, Leithe (Westfalen), Sevinghausen und Westenfeld eine kreisfreie Stadt mit 62.780 Einwohnern.
Im April 1933 wurden bei der ersten Stadtverordnetenversammlung nach der Machtübernahme der Nationalsozialisten Hindenburg und Hitler als Ehrenbürger aufgenommen, der August-Bebel-Platz zum Adolf-Hitler-Platz umbenannt und der bisherige Oberbürgermeister Paul Ueberhorst in Schutzhaft genommen. Die Einweihung des Wattenscheider Ehrenmals erfolgte 1934, die der Wattenscheider Freilichtbühne 1936. Im September 1936 übernahm Helmut Horten im Rahmen der Arisierung mit dem jüdischen Kaufhaus Hess sein zweites Kaufhaus, ein Teil des Grundstocks für sein späteres Kaufhausimperium. Die kleine Synagoge in Wattenscheid wurde auch in der Pogromnacht 1938 zerstört. Eine Metalltafel und eine Glasstele erinnern heute an sie. Am 1. Juli 1943, im Rahmen des Battle of the Ruhr, erfolgte der schwerste Luftangriff auf Wattenscheid mit 165 Toten. Insgesamt gab es 328 Tote durch die Bombardierungen im Zweiten Weltkrieg. In Wattenscheid wurde hauptsächlich Wohnraum zerstört. Die Kriegsschäden waren nicht unerheblich, aber wesentlich weniger als in andere Städte im Ruhrgebiet. Noch kurz vor dem Ende des Krieges im Ruhrgebiet fanden auch in Wattenscheid Kriegsendphasenverbrechen statt. So wurden bei dem Zwangsarbeiterlager Mariannenplatz in Höntrop etwa 20 Zwangsarbeiter erschossen. Eine kleine Tafel an der Talstraße erinnert an das Verbrechen. Am 10. April 1945 marschierte die US-Armee in Wattenscheid von Westen und Nordwesten ein. Es gab nur vereinzelte Kämpfe.
Im Jahr 1959 arbeiten von 33.833 Beschäftigten 7.218 im Bergbau und 7.800 in der Stahlindustrie. Die Wattenscheider Innenstadt, die den Weltkrieg halbwegs unbeschadet überstanden hatte, wurde in den 1950er und 1960er Jahren, im Stil der Zeit, mit einem Neuordnungsplan umgestaltet. In dieser Zeit wurde auch das neue Rathaus gebaut und im November 1957 eröffnet.
In der zweiten Hälfte des 20. Jahrhunderts erfolgte ein Strukturwandel: Zechen wurden nach und nach geschlossen und neue Industriebetriebe siedelten sich an. Darunter fiel auch die später europaweit agierende Modefirma Steilmann. Der damalige Bürgermeister Erwin Topp bemühte sich ab 1968 erfolgreich, eine Verarmung durch das Ende der Zechen und auch eine Eingemeindung Wattenscheids nach Bochum zu verhindern. Bei einer Dienstreise 1971 kamen Topp, Oberstadtdirektor Georg Schmitz sowie Stadtbaurat Kurt Wille bei einem Flugunfall im Taunus ums Leben. Am 15. Januar 1973 wurde mit der „Zeche Holland“ die letzte Wattenscheider Zeche stillgelegt.
Am 1. Januar 1975 wurden die Städte Bochum und Wattenscheid dennoch vom Landtag Nordrhein-Westfalens im Rahmen einer umfangreichen Gebietsreform (Ruhrgebiet-Gesetz) zu einer neuen Stadt mit dem Namen „Bochum“ zusammengeschlossen, da im Ruhrgebiet keine kreisfreien Städte mit weniger als 200.000 Einwohnern mehr existieren sollten. Das von der Aktion Bürgerwille initiierte Bürgerbegehren, bei dem sich 71,43 Prozent der Wattenscheider für die Beibehaltung der Selbstständigkeit aussprachen, scheiterte.
Der Ortsteil Höntrop erlangte im Januar 2000 mit dem Krater von Wattenscheid nationale Bekanntheit, durch den am 2. Januar der Zugang zu mehreren Wohnhäusern plötzlich abgeschnitten war und diese direkt am Abgrund standen. Bei dem Pfingststurm Ela im Juni 2014 wird auch Wattenscheid, insbesondere der Park am Ehrenmal und die ehemaligen Sportflächen an der Berliner Straße, stark in Mitleidenschaft gezogen.

## Politik

### Bezirksvertretung
Die Bezirksvertretung Wattenscheid hat 19 Sitze. Die Sitzverteilung in der aktuellen Wahlperiode (2020–2025) sieht wie folgt aus: SPD 6, CDU 5, Bündnis 90/Die Grünen 3, Unabhängige Wählergemeinschaft 2, AfD 1, DIE LINKE. 1, FDP 1. Derzeitiger Bezirksbürgermeister ist Marc Westerhoff (CDU), die stellvertretenden Bezirksbürgermeister sind Oliver Buschmann (Die Grünen) und Wolfgang Rohmann (SPD).
- Linke: 1
- SPD: 6
- Grüne: 3
- UWG: 2
- FDP: 1
- CDU: 5
- AfD: 1

Die Bezirksverwaltungsstelle Wattenscheid betreut die Bezirksvertretung organisatorisch und bietet darüber hinaus noch einige Verwaltungsdienstleistungen an. Das Bürgerbüro ist inzwischen organisatorisch an das Einwohneramt angebunden. Leiter der Wattenscheider Bezirksverwaltungsstelle ist Daniel Szymanski. Er ist auch Schriftführer der Bezirksvertretung.
In Wattenscheid befand sich die Landesgeschäftsstelle des NPD-Landesverbandes Nordrhein-Westfalen, die jetzt in Essen beheimatet ist.
Siehe auch: Ergebnisse der Kommunalwahlen in Wattenscheid

### Stadtoberhäupter
Bis zum Ende des Zweiten Weltkrieges waren die Bürgermeister bzw. Oberbürgermeister Hauptgemeindebeamte. Nach dem Zweiten Weltkrieg wurde das britische System einer zweiteiligen Gemeindeführung in der Stadt übernommen, wonach der Oberstadtdirektor als besoldeter Hauptgemeindebeamter die Stadtverwaltung leitet, während der ehrenamtliche Oberbürgermeister dem Rat der Stadt vorsteht.
Bürgermeister
- Hauptamtliche Bürgermeister
  - 1877–1879: Eduard Schaub
  - 1880–1893: Otto Pokorny
  - 1894–1920: Anton Wibberding
  - 1920–1927: Paul Ueberhorst (SPD) aus Eschwege

Oberbürgermeister
- Hauptamtlicher Oberbürgermeister
  - 1927–1933: Paul Ueberhorst (SPD) aus Eschwege
  - ab 16. April 1933–1939: Gerichtsassessor Hans Petri (NSDAP) vom Landgericht Bielefeld als Staatskommissar
  - ab 10. März 1939 Oberbürgermeister Otto Leopold Piclum (NSDAP) in Bochum (kommissarisch),
  - ab 4. April 1939: Amtsbürgermeister August Düsterloh (NSDAP) aus Hattingen (kommissarisch).
  - 1945–1946: Johann Noll
- Ehrenamtliche Oberbürgermeister
  - 1946–1946: Gustav Herrmann (SPD)
  - 1946–1948: Hugo Bungenberg (CDU)
  - 1948–1949: Kurt Kötzsch (SPD)
  - 1950–1964: Hermann Sievers (SPD)
  - 1964–1968: Georg Schmitz (SPD)
  - 1968–1971: Erwin Topp (SPD)
  - 1971–1974: Herbert Schwirtz (SPD)

Oberstadtdirektor
- 1946: Johann Noll
- 1946–1959: Georg Hollenkamp
- 1959–1966: Paul Herzog
- 1966–1968: Kommissarische Verwaltung durch Georg Schmitz
- 1968–1971: Georg Schmitz
- 1971–1974: Erwin Schlarbaum

### Wappen
Das erste offizielle Wappen von Wattenscheid entstand nach den Vorlagen der seit 1477 geführten Siegelbildern und wurde der Stadt Wattenscheid 1888 verliehen. Es zeigt in Silber die heilige Nonne Gertrud von Nivelles mit Abtstab und einem goldenen Schiff in den Händen, welche über einem kleineren Wappenschild empor wächst. In der linken oberen Ecke schwebt eine goldene Krone. Am Stab und am Wappen krabbeln Mäuse empor.
Im Jahr 1937 führte die Stadt Wattenscheid ein neues Wappen ein. Infolge des herrschenden Zeitgeistes waren Heiligendarstellungen in hoheitlichen Wappen nicht mehr erwünscht. Im neuen Wappen befand sich nur noch der Schild. Der gespaltene Schild zeigt die Wappen der früheren Territorialherren, „vorne“ das des Herzogtums Kleve (Teil der achtstrahligen Lilienhaspel) und „hinten“ das der Grafschaft Mark (Schachbalken).
Durch den Zusammenschluss der Städte Bochum und Wattenscheid zum 1. Januar 1975 verlor Wattenscheid das Recht zur Wappenführung. Der märkische Schachbalken wurde mit dem 1. Januar 1979 in das seitdem geltende Bochumer Stadtwappen übernommen.

## Bevölkerung
Am 31. Dezember 2024 lebten 73.965 Einwohner im Stadtbezirk Wattenscheid und davon 23.309 Einwohner in Wattenscheid-Mitte.
Strukturdaten der Bevölkerung in Wattenscheid-Mitte:
- Minderjährigenquote: 17,9 % [Bochumer Durchschnitt: 15,2 % (2024)]
- Altenquote (60 Jahre und älter): 26,4 % [Bochumer Durchschnitt: 29,3 % (2024)]
- Ausländeranteil: 27,2 % [Bochumer Durchschnitt: 17,0 % (2024)]
- Arbeitslosenquote: 15,3 % [Bochumer Durchschnitt: 8,9 % (2017)]

Die Strukturdaten der weiteren Stadtteile des Stadtbezirks Wattenscheid (Eppendorf, Günnigfeld, Höntrop, Leithe und Westenfeld) finden sich in den jeweiligen Artikeln.

## Industrie und Handel

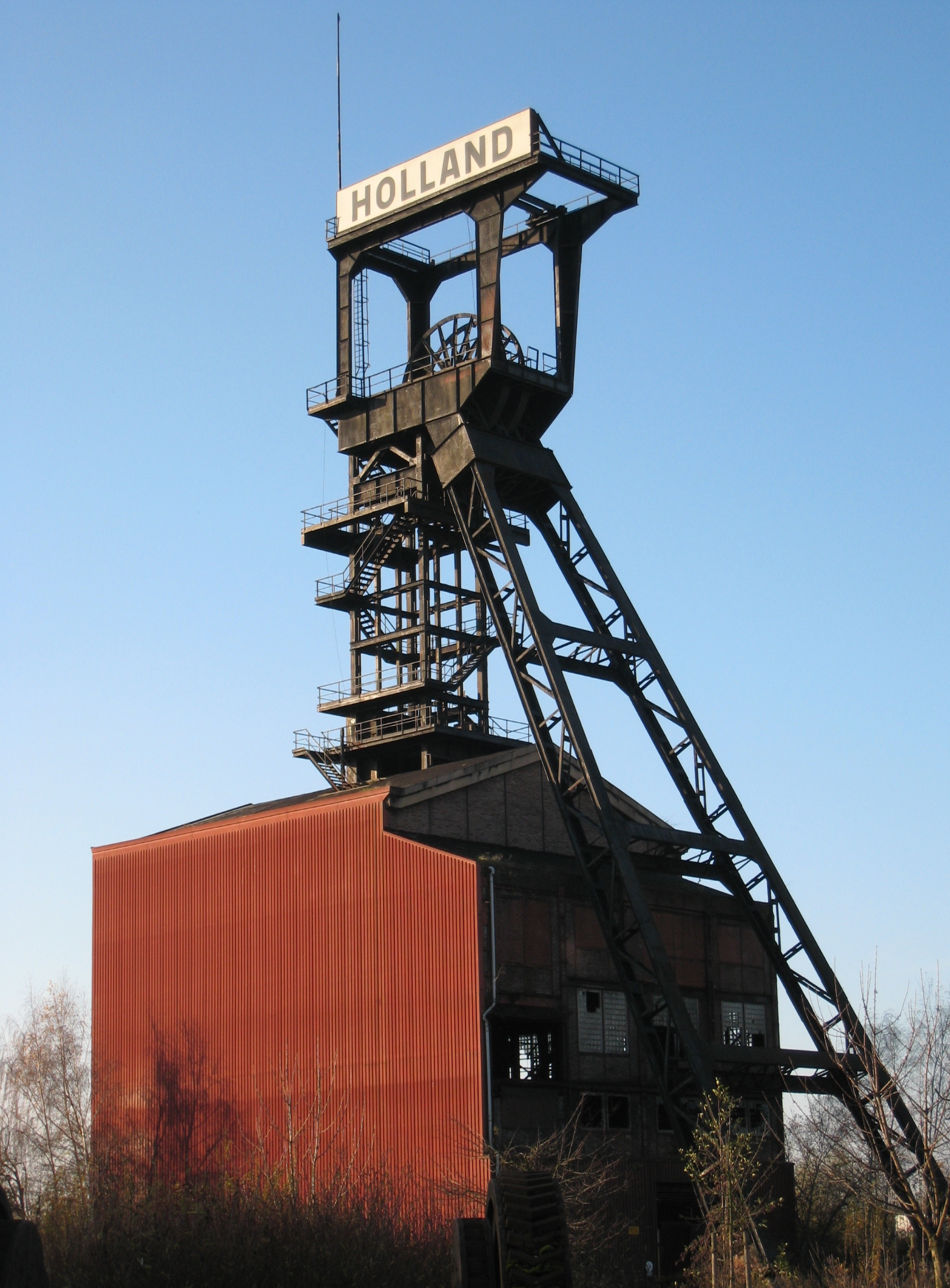
Fördergerüst über dem Schacht IV der Zeche Holland

Über mehr als ein Jahrhundert wurde Wattenscheid wie die meisten Städte im Ruhrgebiet vom Bergbau geprägt. Zu den großen Zechen zählten:
- Zeche Holland
- Zeche Centrum
- Zeche Fröhliche Morgensonne
- Zeche Vereinigte Engelsburg, insbesondere deren Schacht Hector
- Zeche Vereinigte Maria Anna Steinbank
- Zeche Hannover

Bekanntester Wattenscheider Unternehmer war der Textilfabrikant Klaus Steilmann, zu den besten Zeiten der Firma wurden die Produkte europaweit vertrieben. Der deutsche Tochterkonzern der Firma Recticel hat seinen Sitz im Gewerbegebiet Fröhliche Morgensonne in Westenfeld, die Firma ist bekannt für die Matratzenmarke „Schlaraffia“. Daneben, im Gewerbegebiet Wattenscheid West, hat die Autofirma Lueg eine Zweigstelle.

## Sport

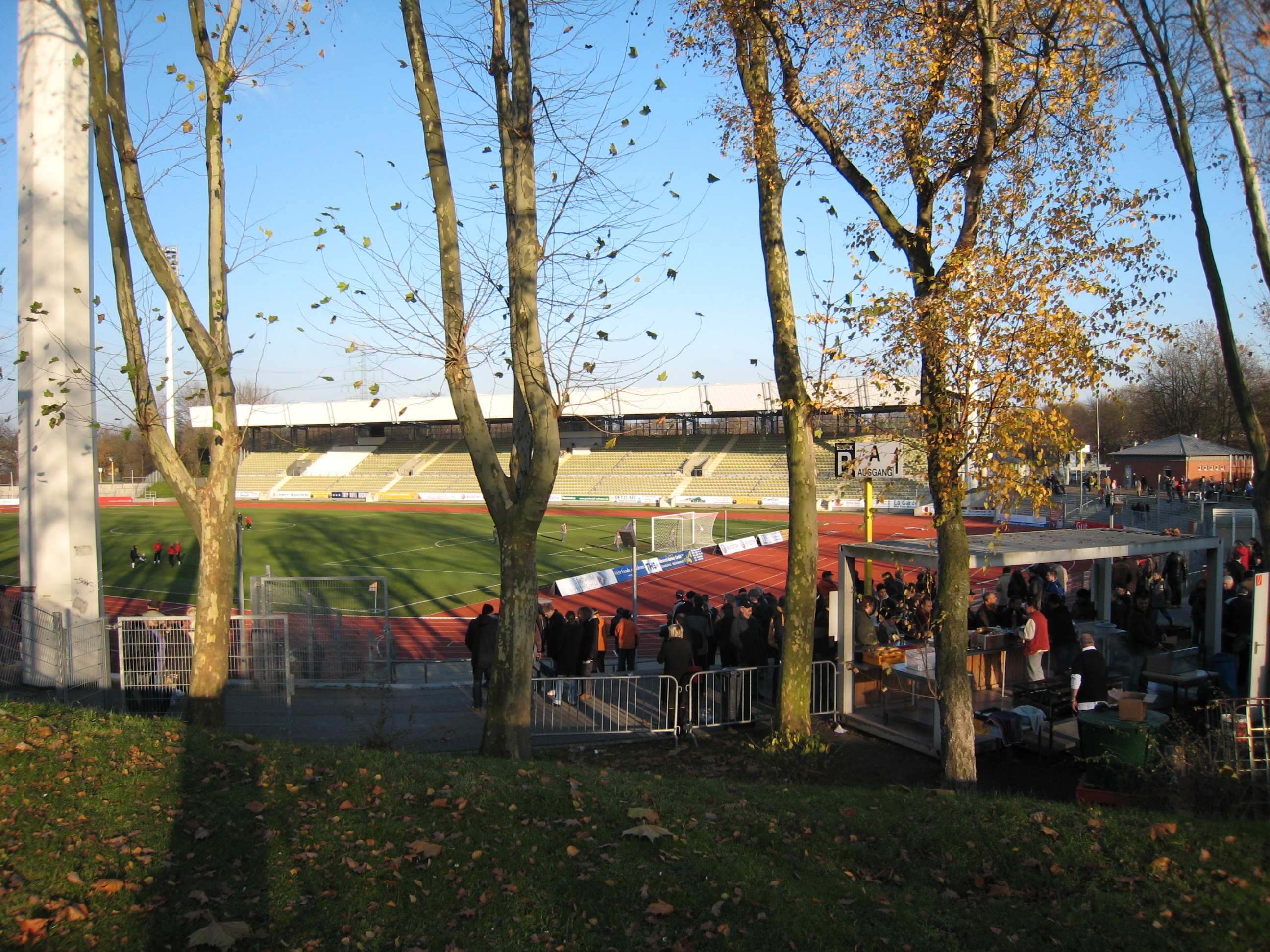
Lohrheidestadion

Der Fußballverein SG Wattenscheid 09 spielte von 1990 bis 1994 in der Bundesliga. Heutzutage spielt der Verein in der fünftklassigen Oberliga Westfalen. Spielstätte der SGW ist das Lohrheidestadion.
Der TV Wattenscheid 01 Leichtathletik gehört zu den erfolgreichsten deutschen Leichtathletikvereinen. Prominenteste Sportlerin aus Wattenscheid ist die zweimalige Siebenkampf-Weltmeisterin Sabine Braun, die ihre aktive Karriere inzwischen beendet hat. Sie wohnt in Wattenscheid-Höntrop.
Die Sportgymnastinnen des TV Wattenscheid 01 waren mehrfach bei Olympischen Spielen dabei.
Der Schachverein SV Wattenscheid spielte von 1998 bis 2014 in der Schachbundesliga.
Ebenfalls erfolgreich ist Wattenscheid im Bereich des Kampfsports. Der Okinawa-te Wattenscheid unter der Führung von Klaus Wiegand konnte schon über 50 deutsche Meisterschaften gewinnen. Auch bei der deutschen Meisterschaft im Mai 2007 war das Herrenteam des Okinawa-Te erfolgreich.
Die Sportkegler von SK Wattenscheid waren mit ihrer 1. Mannschaft lange Jahre in der Bundesliga vertreten. Nach einigen Ab- und Aufstiegen spielen sie in der aktuellen Saison 2009/10 in der 2. Bundesliga Nord. In den letzten Jahrzehnten waren die Kegler aus Wattenscheid auch bei deutschen Meisterschaften erfolgreich und konnten zahlreiche Podestplätze im Herren und Seniorenbereich erringen.

## Karneval in Wattenscheid
Der Karneval ist in der „fünften Jahreszeit“ fester Bestandteil des öffentlichen Lebens in Wattenscheid und erlebt alle zwei „geraden“ Jahre seinen Höhepunkt mit dem großen Umzug. Von Günnigfeld aus zieht der Karnevalszug über die Günnigfelder Straße ab der Einmündung Kirchstraße in Richtung Aschenbruch und dort nach links in die Parkstraße. Die Brücke über den Aschenbruch stellte für die Karnevalswagen mit ihrer geringen Durchfahrtshöhe immer ein Problem dar, im Oktober 2024 wurde sie abgerissen. Seit 2012 geht der Zug dann am Ende der Parkstraße über Marien- und Lyrenstraße auf die Friedrich-Ebert-Straße, am Rathaus vorbei zum August-Bebel-Platz und schließlich weiter über Hoch- und Bochumer Straße. Mit Erreichen der Einmündung Querstraße löst sich der Umzug auf.
Die Wattenscheider Karnevals- und Brauchtumsvereine haben sich im Festausschuss des Wattenscheider Karnevals (FWK e. V.) zusammengeschlossen und sind insbesondere für die Ausrichtung des Karnevalsumzuges und für die Wahl des Prinzenpaares verantwortlich. Im Gegensatz zu vielen anderen wird das Wattenscheider Prinzenpaar für die Dauer von zwei Sessionen gewählt. Als höchste Repräsentanten stehen in der Session 2024/2025 das Stadtprinzenpaar Patrick I. (Wittmund) und Stefanie I. (Wittmund) an der Spitze des Wattenscheider Karnevals.
Der Festausschuss Wattenscheider Karneval e. V. nahm zum 11. November 1995 seine Tätigkeit als eingetragener Verein auf und wurde durch folgende Vereine gegründet:
Karnevalsgesellschaft Blau-Weiß Günnigfeld 1969 (e. V.), Prinzessinnennclub Wattenscheid, Günnigfelder Karnevalsgesellschaft (GÜ.KA.GE. e. V.), Hamster Club Höntrop 79, Die letzten Watermänner, Prinzenclub Wattenscheid, Gänsereiterclub Sevinghausen 1598 (e. V.), Gänsereiterclub Höntrop 1598 (e. V.). Ebenso zu den Gründungsmitgliedern zählten die Mitglieder des bis dahin amtierenden „alten“ FWK-Vorstandes, der noch nicht in der Rechtsform eines eingetragenen Vereins existierte.
Als Brauchtum gehört auch das Gänsereiten in den Stadtteilen Höntrop und Sevinghausen zum Wattenscheider Karneval.

## Kirmes in Wattenscheid
In Wattenscheid wird traditionell zweimal jährlich (im Frühling und Herbst) Kirmes gefeiert: Die Frühjahrskirmes ist bekannt als Gertrudiskirmes und findet immer im Zeitraum um den 17. März herum statt; dem Namenstag der Wattenscheider Pfarr- und Schutzpatronin Gertrud.

## Verkehr

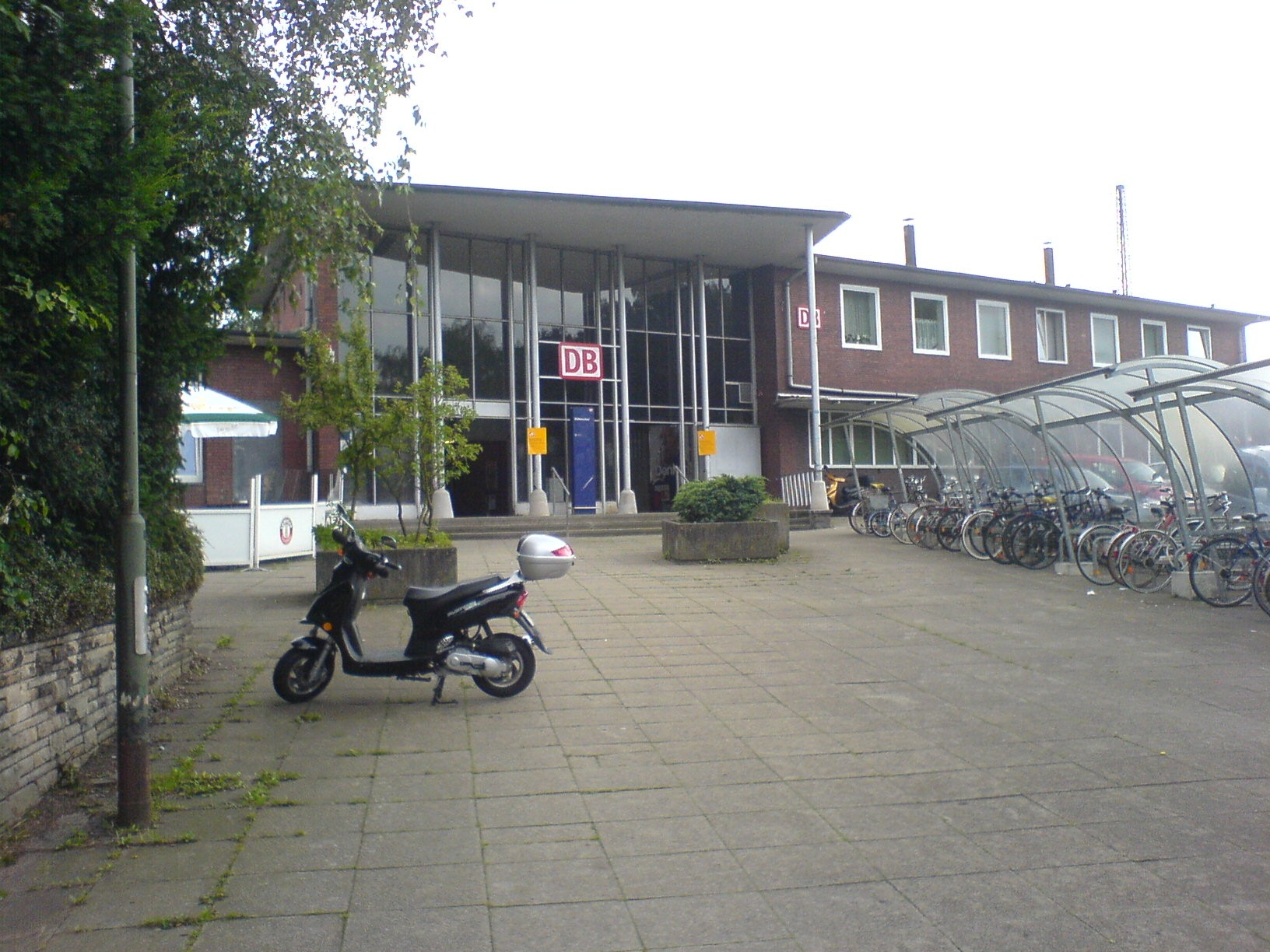
Bahnhof Wattenscheid

Wattenscheid hat Anschluss an den Ruhrschnellweg, heute A 40 (zuvor A 430, davor B 1). In unmittelbarer Nachbarschaft der Autobahnabfahrt Wattenscheid befindet sich an der Ruhrgebietsstrecke Dortmund–Duisburg der Bahnhof Wattenscheid. Obwohl nur Halt im Nahverkehr, ist er durch seine verkehrsgünstige Lage unmittelbar an der Autobahn eine wichtige Park-and-ride-Station im Verkehrsverbund Rhein-Ruhr (VRR). Im Stadtteil Höntrop befindet sich ein Haltepunkt gleichen Namens der S-Bahn-Linie S1.
Die genannten Bahnstationen sind nicht direkt miteinander verbunden; es ist immer ein Umweg via Essen bzw. Bochum erforderlich. Direkt und in dichtem Takt verkehren Linienbusse und ein Schnellbus (u. a. Linien SB33/344/345/346/355/363/365/383/386/389/390) und die Straßenbahnlinien 302, 305 und 310 der Bogestra innerhalb des VRR.

## Kultur und Sehenswürdigkeiten

Blick vom Wattenscheider Marktplatz

### Heimatmuseum Helfs Hof
Das Heimatmuseum Helfs Hof beherbergt eine Ausstellung bäuerlicher Gebrauchsgegenstände aus verschiedenen Jahrhunderten und eine Sammlung zur Wattenscheider Geschichte. Es wird vom Heimat- und Bürgerverein Wattenscheid betrieben und ist jeden Mittwoch von 10 bis 13 Uhr und 15 bis 18 Uhr sowie samstags und sonntags von 11 bis 19 Uhr geöffnet.

### Bartholomäuskapelle
Die Pilgerkapelle St. Bartholomäus am Wattenscheider Hellweg gehörte ursprünglich zu einem Pilgerhaus, in dem Pilger, die über den Hellweg zum Jakobsweg und nach Santiago de Compostela wanderten, übernachten konnten. Sie muss in den Jahren zwischen 1364 und 1395 errichtet worden sein. 1661 wurde sie renoviert und 1972 in eine Autofahrerkapelle umgewandelt.

### Taufstein
In der Propsteikirche St. Gertrud von Brabant, der Keimzelle des Wattenscheider Gemeinwesens, steht ein mehr als 1000 Jahre alter Taufstein. Er zeigt die Geburt, die Taufe, den Tod und die Auferstehung Jesu. Die Propsteikirche steht auf der Kirchenburg, die den letzten erhaltenen Rest der frühen Stadtmauer darstellt.

### Kirche am Alten Markt
Die kleine evangelische Kirche am Alten Markt wurde 1763 fertiggestellt. Wegen Geldmangel musste der Bau mehrfach unterbrochen werden und dauerte insgesamt 87 Jahre. Trotzdem hat die Kirche zwei Sehenswürdigkeiten zu bieten, den barocken Kanzelaltar und den Orgelprospekt.

### Bergbauwanderweg

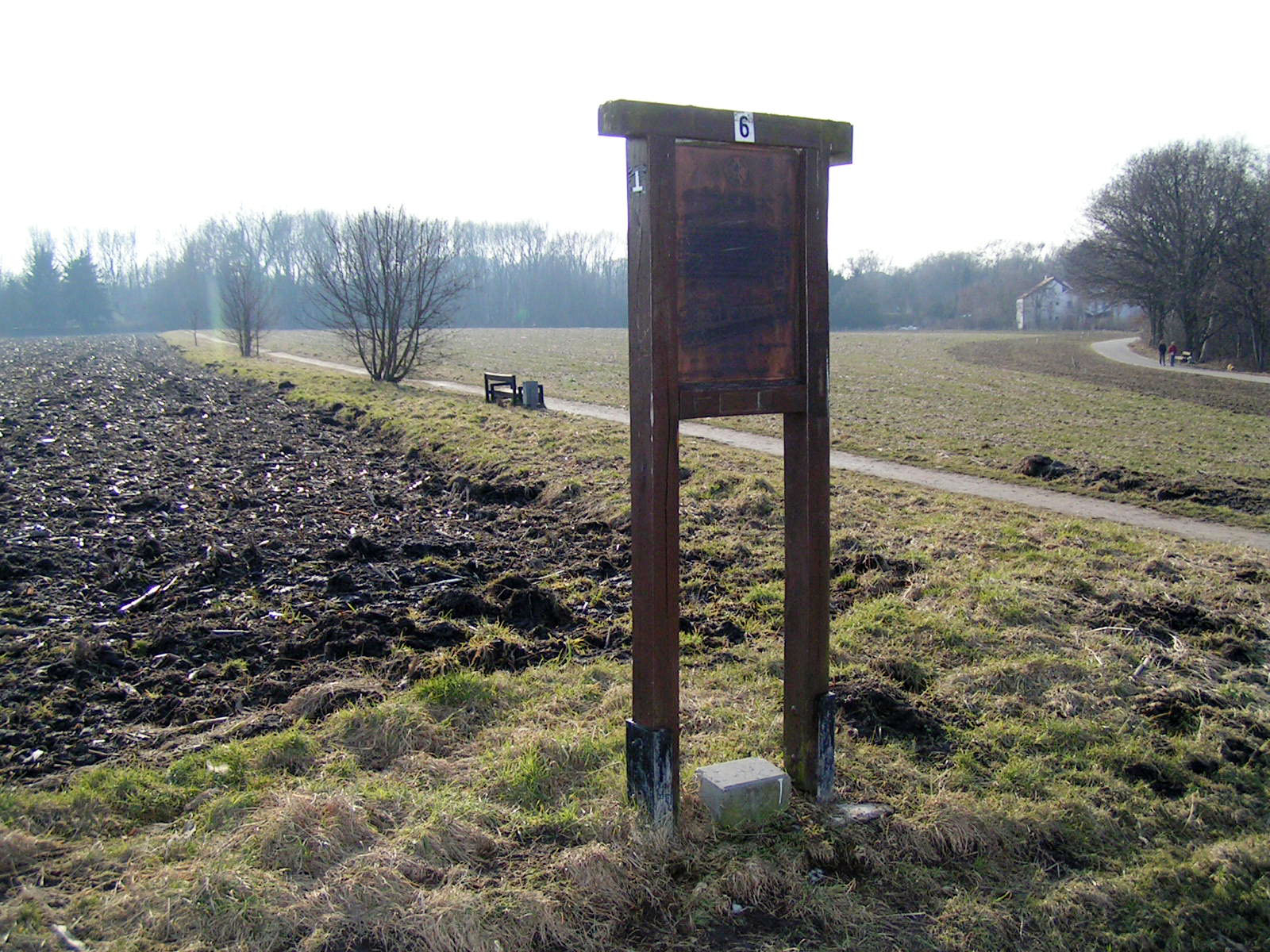
Der Wanderweg bei Eppendorf

Der Bergbauwanderweg Wattenscheid führt durch Höntrop und Eppendorf und wurde 1992 vom Heimat- und Bürgerverein fertiggestellt. Er gehört zur Route der Industriekultur und führt an der Oberfläche durch eine reizvolle Landschaft über eine Länge von 4,8 km an diversen ehemaligen Standorten des Ruhrbergbaus entlang.

### IBKK
In Wattenscheid befindet sich auch Europas größte private Schule für bildende Kunst und Kunsttherapie: Das Institut für Ausbildung in bildender Kunst und Kunsttherapie (IBKK) mit rund 1000 Studenten. Es liegt im Kunstzentrum Bochum in der Lohrheidestraße 57.

### Kunst4tel
Das Kunstviertel ist eine Künstlergemeinschaft mit Musikern, Autoren und bildenden Künstlern, die seit dem 19. Oktober 2001 ihren Sitz in Wattenscheid hat.

### Kunstwerkstatt am Hellweg
Seit Sommer 1995 finden in der Kunstwerkstatt am Hellweg, einer ehemaligen Schreinerei, ganzjährig Klavier-Konzerte mit international prämierten Pianisten statt. Das Repertoire reicht von mittelalterlicher Musik über Barockmusik und Bach bis hin zu Jazz. 2013 haben die Initiatoren, Reinhard und Anna Cebulla dafür die Ehrenplakette der Stadt Bochum sowie 2014 den Wattenscheider St.-Gertrudis-Preis verliehen bekommen.

## Persönlichkeiten aus Wattenscheid
Folgende Persönlichkeiten sind eng mit der Stadt Wattenscheid verbunden:

### In Wattenscheid geboren
- Friedrich Wilhelm Nottebohm (1808–1875), Architekt, Ingenieur und Gewerbepolitiker
- Josef Franke (1876–1944), Architekt
- Gustav Hermann (1876–1951), Politiker
- Reinhard Rauschenberg (1879–1953), Gewerkschafter und Politiker (SPD)
- Eduard Schulte (1886–1977), Archivar, Historiker und Jurist
- Karl Viëtor (1892–1951), Germanist und Hochschullehrer, Literaturhistoriker
- Franz Eberhard Rumpenhorst (1898–1962), Vorsitzender des Gesamtbetriebsrates Zeche Holland, Gründungsratsmitglied der Wattenscheider Stadtverordnetenversammlung[27]
- Walther Gottfried Klucke (1899–1951), Schriftsteller
- Eduard Rodermund (1900–1959), politischer Aktivist und Wirtschaftsfunktionär
- Gotthold Ephraim Lessing (1903–1975), Dirigent und Hochschullehrer
- Johann Noll (1906–1993), Politiker
- Ernst Schlensker (1908–1978), Gewerkschafter, sozialdemokratischer Politiker und Regierungspräsident in Arnsberg
- Wilhelm Feige (1911–1969), Politiker (KPD)
- Theo Aaldering (1920–1979), Gewichtheber
- Joe Buschmann (1925–2015), Jazzmusiker und Gastronom
- Günter Nehm (1926–2009), humoristischer Dichter
- Wilhelm Dreier (1928–1993), Wirtschaftswissenschaftler, Sozialethiker, Hochschullehrer
- Aloys Klocke (* 1928), Lehrer, Schulleiter (Droste-Hülshoff-Gymnasium Freiburg), Vorsitzender der Bundesvereinigung der Oberstudiendirektoren
- Bernhard Adams (* 1930), Bibliothekar
- Klemens Stehr (1930–2019), Pädiater
- Reinhard Döhl (1934–2004), Literatur- und Medienwissenschaftler, Autor und Künstler
- Gisbert Schneider (1934–2018), Kirchenmusiker, Organist und Hochschullehrer
- Wilhelm Beermann (1936–2020), Manager der Energiewirtschaft bei RAG und der Deutschen Steinkohle AG
- Heinz-Alfred Steiner (* 1936), Offizier und Politiker (SPD)
- Willi Schulz (* 1938), Fußball-Nationalspieler
- Klaus Rinke (* 1939), Künstler
- Jürgen Schwarz (* 1940), Gymnasiallehrer und Schulbuch-Autor
- Walter Drenseck (1941–2011), Steuerrechtler und Bundesrichter
- Ulrich Cegla (* 1942), Mediziner und Universitätsprofessor
- Werner Ipta (1942–2019), Fußballspieler
- Carl Krasberg (1946–2024), bildender Künstler
- Heinz-Josef Koitka (* 1952), ehemaliger Fußball-Bundesliga-Torhüter und Trainer
- Uli Möller (* 1956), Regisseur und Drehbuchautor
- Andreas Heege (* 1957), Archäologe
- Derk Akkermann (* 1958), Gitarrist, Musikproduzent, Gründer der Band Saris
- Hendrik Schulte (* 1958), Bauingenieur und politischer Beamter
- Rainer Kampmann (* 1964), Medienmanager, Deutschlandradio
- Anja Butschkau (* 1966), Sozialarbeiterin und Politikerin (SPD)
- Britta Steilmann (* 1966), Fußballmanagerin und Unternehmerin
- Michael Laricchia (* 1968), deutscher Schauspieler
- Stefan Kornatz (* 1968), Autor und Regisseur
- Karsten Riedel (* 1970), Sänger, Musiker, Produzent und Komponist
- Thorsten Dietz (* 1971), evangelischer Theologe und Hochschullehrer
- Kathrin Schlass (* 1971), Journalistin und Moderatorin
- Michael Galla (1972–2011), Rapper
- Mark Waschke (* 1972), Fernseh-, Kino- und Theaterschauspieler
- Philipp Magalski (* 1974), Politiker (Piratenpartei)
- Patrick Joswig (* 1975), Schauspieler und Autor
- Anne Müller (* 1983), Handballspielerin
- Niko Bungert (* 1986), Fußballspieler

### In Wattenscheid aufgewachsen
- Claudio Raneri (* 1967), Opernregisseur und Coach
- Agit Kabayel (* 1992), Boxer
- Leroy Sané (* 1996), Fußballspieler

### Personen, die in Wattenscheid gewirkt haben
- Liselotte Rauner (1920–2005), Schriftstellerin, Mitgründerin der Rauner-Stiftung
- Dieter Kieselstein (1928–2012), Puppenspieler
- Klaus Steilmann (1929–2009), Unternehmer
- Jochen Borchert (* 1940), Politiker (CDU)
- Christa Thoben (* 1941), Politikerin (CDU)
- Reinhard Junge (* 1946), Krimiautor und Lehrer in Wattenscheid
- Waldemar Mandzel (* 1948), Karikaturist, Buchautor
- Werner Schmitz (* 1948), Journalist und Schriftsteller
- Wolfgang Wendland (* 1962), Sänger der Wattenscheider Punkband Die Kassierer
- Ercan Durmaz (* 1965), deutscher Schauspieler
- Serdar Yüksel (* 1973), Politiker (SPD), Mitglied des Landtages, Mitglied des Bundestages

## Sonstiges

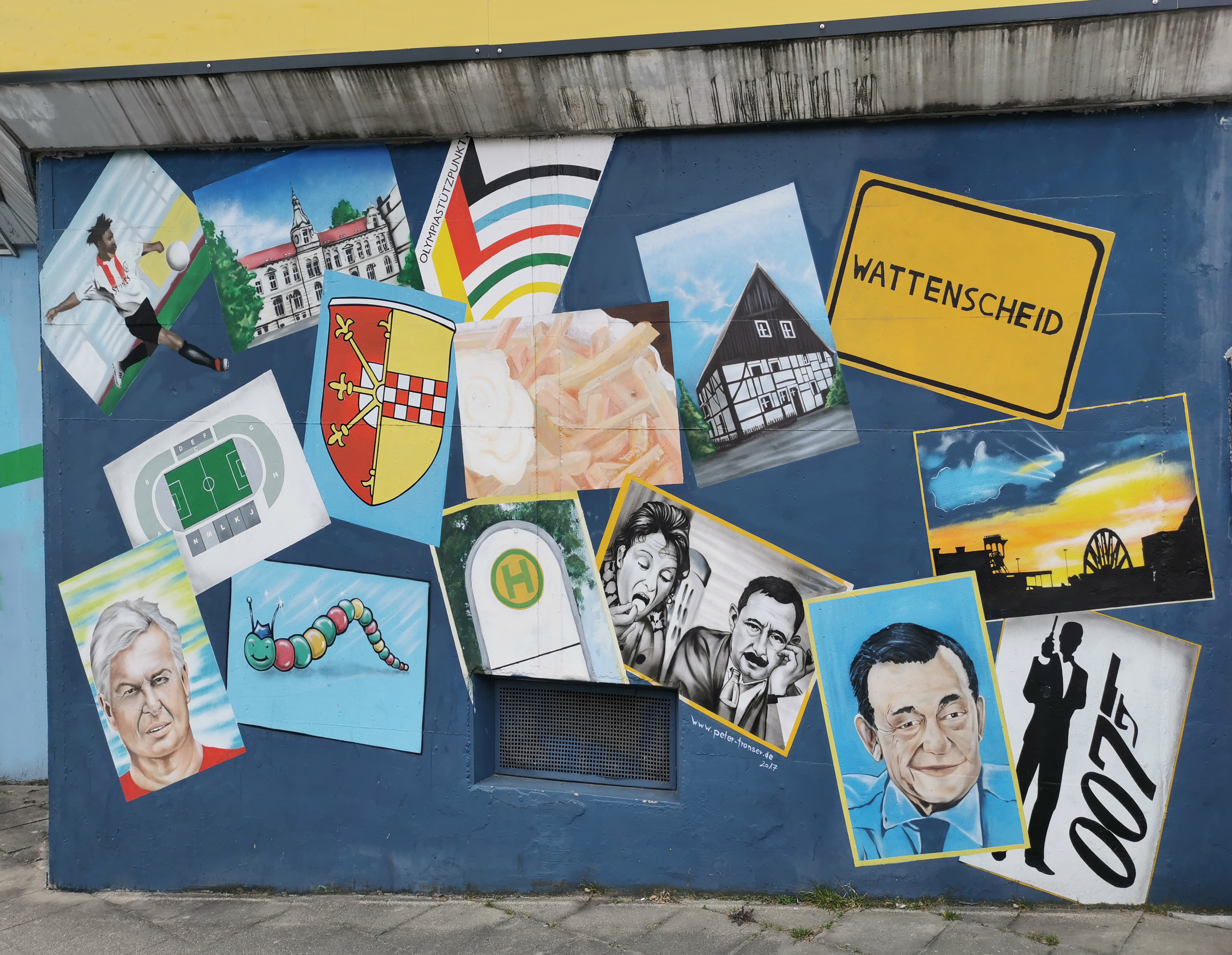
Wandgemälde mit Ekel Alfred (Mitte unten in Schwarz-Weiß) und Umriss von James Bond

- Laut John Pearsons im Jahr 1973 erschienenem Buch James Bond: The Authorized Biography erblickte Ian Flemings weltberühmter, fiktiver Geheimagent am 11. November 1920 in Wattenscheid das Licht der Welt. Sein Vater, der schottischen Ingenieurs Andrew Bond aus Glencoe, war dort im Range eines Brigadiers als Mitglied der Interalliierte Militär-Kontrollkommission, ⁣⁣um die Zerstörung der Waffenproduktion bei den Rüstungswerken der Firma Krupp zu überwachen.[28]
- Die Fernsehserie Ein Herz und eine Seele von 1973 bis 1976 um die kleinbürgerliche Familie Tetzlaff mit dem cholerischen wie reaktionären Oberhaupt „Ekel“ Alfred spielt laut einer Folge in Wattenscheid.[29]
- Als kreisfreie Stadt hatte Wattenscheid bis zum 1. Januar 1975 das Kfz-Unterscheidungszeichen WAT. Im Zuge der von Bundesverkehrsminister Peter Ramsauer initiierten Kennzeichenliberalisierung führte die Stadt Bochum das Kennzeichen WAT als alternatives Unterscheidungskennzeichen am 14. November 2012 wieder ein.[30] Im September 2014 gab es bereits wieder 8500 Fahrzeuge mit dem „neuen alten“ Kennzeichen.[31] Aktuell sind 15.852 Fahrzeuge mit Wattenscheider Kfz-Kennzeichen unterwegs (Stand Januar 2023).[32]